# Lista över växtsläkten som förekommer vilt i Sverige
Detta är en lista över växtsläkten som förekommer i Sverige. Listan täcker 670 kärlväxtsläkten inom klasserna enhjärtbladiga växter, tvåhjärtbladiga växter, barrväxter och kärlkryptogamer. Listan innehåller ej kryptogamer (där bland annat mossor ingår).
| Bild | Släkte                | Släkte (vetenskapligt namn) | Familj               | Familj (vetenskapligt namn) | Klass           |
| ---- | --------------------- | --------------------------- | -------------------- | --------------------------- | --------------- |
|      | adonisar              | Adonis                      | ranunkelväxter       | Ranunculaceae               | Tvåhjärtbladiga |
|      | agar                  | Cladium                     | halvgräs             | Cyperaceae                  | Enhjärtbladiga  |
|      | aklejor               | Aquilegia                   | ranunkelväxter       | Ranunculaceae               | Tvåhjärtbladiga |
|      | alar                  | Alnus                       | björkväxter          | Betulaceae                  | Tvåhjärtbladiga |
|      | almar                 | Ulmus                       | almväxter            | Ulmaceae                    | Tvåhjärtbladiga |
|      | amaranter             | Amaranthus                  | amarantväxter        | Amaranthaceae               | Tvåhjärtbladiga |
|      | ambrosior             | Ambrosia                    | korgblommiga växter  | Asteraceae                  | Tvåhjärtbladiga |
|      | andmatar              | Lemna                       | andmatsväxter        | Lemnaceae                   | Enhjärtbladiga  |
|      | aplar                 | Malus                       | rosväxter            | Rosaceae                    | Tvåhjärtbladiga |
|      | arnikor               | Arnica                      | korgblommiga växter  | Asteraceae                  | Tvåhjärtbladiga |
|      | arun                  | Centaurium                  | gentianaväxter       | Gentianaceae                | Tvåhjärtbladiga |
|      | arvar                 | Cerastium                   | nejlikväxter         | Caryophyllaceae             | Tvåhjärtbladiga |
|      | askar                 | Fraxinus                    | syrenväxter          | Oleaceae                    | Tvåhjärtbladiga |
|      | astrar                | Aster                       | korgblommiga växter  | Asteraceae                  | Tvåhjärtbladiga |
|      | avenbokar             | Carpinus                    | hasselväxter         | Corylaceae                  | Tvåhjärtbladiga |
|      | axagar                | Schoenus                    | halvgräs             | Cyperaceae                  | Enhjärtbladiga  |
|      | backsippor            | Pulsatilla                  | ranunkelväxter       | Ranunculaceae               | Tvåhjärtbladiga |
|      | backtravar            | Arabidopsis                 | korsblommiga växter  | Brassicaceae                | Tvåhjärtbladiga |
|      | baldersbrår           | Tripleurospermum            | korgblommiga växter  | Asteraceae                  | Tvåhjärtbladiga |
|      | ballongblommor        | Nicandra                    | potatisväxter        | Solanaceae                  | Tvåhjärtbladiga |
|      | balsaminer            | Impatiens                   | balsaminväxter       | Balsaminaceae               | Tvåhjärtbladiga |
|      | bandtång              | Zostera                     | bandtångsväxter      | Zosteraceae                 | Enhjärtbladiga  |
|      | belladonnor           | Atropa                      | potatisväxter        | Solanaceae                  | Tvåhjärtbladiga |
|      | benvedar              | Euonymus                    | benvedsväxter        | Celastraceae                | Tvåhjärtbladiga |
|      | berberisar            | Berberis                    | berberisväxter       | Berberidaceae               | Tvåhjärtbladiga |
|      | bergbräknar           | Oreopteris                  | ormbunksväxter       | Polypodiaceae               | Kärlkryptogamer |
|      | bergskrabbor          | Globularia                  | bergskrabbeväxter    | Globulariaceae              | Tvåhjärtbladiga |
|      | betor                 | Beta                        | mållväxter           | Chenopodiaceae              | Tvåhjärtbladiga |
|      | bindor                | Fallopia                    | slideväxter          | Polygonaceae                | Tvåhjärtbladiga |
|      | binglar               | Mercurialis                 | törelväxter          | Euphorbiaceae               | Tvåhjärtbladiga |
|      | binkor                | Erigeron                    | korgblommiga växter  | Asteraceae                  | Tvåhjärtbladiga |
|      | björkar               | Betula                      | björkväxter          | Betulaceae                  | Tvåhjärtbladiga |
|      | björkpyrolor          | Orthilia                    | ljungväxter          | Ericaceae                   | Tvåhjärtbladiga |
|      | björnrötter           | Meum                        | flockblommiga växter | Apiaceae                    | Tvåhjärtbladiga |
|      | bleknunneörter        | Pseudofumaria               | vallmoväxter         | Papaveraceae                | Tvåhjärtbladiga |
|      | blomvassar            | Butomus                     | blomvassväxter       | Butomaceae                  | Enhjärtbladiga  |
|      | blågullar             | Polemonium                  | blågullsväxter       | Polemoniaceae               | Tvåhjärtbladiga |
|      | blåklockor            | Campanula                   | klockväxter          | Campanulaceae               | Tvåhjärtbladiga |
|      | blåmunkar             | Jasione                     | klockväxter          | Campanulaceae               | Tvåhjärtbladiga |
|      | blåsippor             | Hepatica                    | ranunkelväxter       | Ranunculaceae               | Tvåhjärtbladiga |
|      | blåstjärnor           | Scilla                      | hyacintväxter        | Hyacinthaceae               | Enhjärtbladiga  |
|      | blåtåtlar             | Molinia                     | gräs                 | Poaceae                     | Enhjärtbladiga  |
|      | bläddror              | Utricularia                 | tätörtsväxter        | Lentibulariaceae            | Tvåhjärtbladiga |
|      | bockrötter            | Pimpinella                  | flockblommiga växter | Apiaceae                    | Tvåhjärtbladiga |
|      | bocktörnen            | Lycium                      | potatisväxter        | Solanaceae                  | Tvåhjärtbladiga |
|      | bokar                 | Fagus                       | bokväxter            | Fagaceae                    | Tvåhjärtbladiga |
|      | bolltistlar           | Echinops                    | korgblommiga växter  | Asteraceae                  | Tvåhjärtbladiga |
|      | bolmörter             | Hyoscyamus                  | potatisväxter        | Solanaceae                  | Tvåhjärtbladiga |
|      | borstsävar            | Isolepis                    | halvgräs             | Cyperaceae                  | Enhjärtbladiga  |
|      | borsttåtlar           | Corynephorus                | gräs                 | Poaceae                     | Enhjärtbladiga  |
|      | bosyskor              | Ballota                     | kransblommiga växter | Lamiaceae                   | Tvåhjärtbladiga |
|      | boveten               | Fagopyrum                   | slideväxter          | Polygonaceae                | Tvåhjärtbladiga |
|      | brakvedar             | Frangula                    | brakvedsväxter       | Rhamnaceae                  | Tvåhjärtbladiga |
|      | braxengräs            | Isoëtes                     | braxengräsväxter     | Isoëtaceae                  | Kärlkryptogamer |
|      | brudsporrar           | Gymnadenia                  | orkidéer             | Orchidaceae                 | Enhjärtbladiga  |
|      | brunörter             | Prunella                    | kransblommiga växter | Lamiaceae                   | Tvåhjärtbladiga |
|      | bräckor               | Saxifraga                   | stenbräckeväxter     | Saxifragaceae               | Tvåhjärtbladiga |
|      | bräsmor               | Cardamine                   | korsblommiga växter  | Brassicaceae                | Tvåhjärtbladiga |
|      | bungar                | Samolus                     | viveväxter           | Primulaceae                 | Tvåhjärtbladiga |
|      | bäckmärken            | Berula                      | flockblommiga växter | Apiaceae                    | Tvåhjärtbladiga |
|      | cikorior              | Cichorium                   | korgblommiga växter  | Asteraceae                  | Tvåhjärtbladiga |
|      | daggkåpor             | Alchemilla                  | rosväxter            | Rosaceae                    | Tvåhjärtbladiga |
|      | dagliljor             | Hemerocallis                | dagliljeväxter       | Hemerocallidaceae           | Enhjärtbladiga  |
|      | darrgräs              | Briza                       | gräs                 | Poaceae                     | Enhjärtbladiga  |
|      | desmeknoppar          | Adoxa                       | desmeknoppsväxter    | Adoxaceae                   | Tvåhjärtbladiga |
|      | dillar                | Anethum                     | flockblommiga växter | Apiaceae                    | Tvåhjärtbladiga |
|      | douglasgranar         | Pseudotsuga                 | tallväxter           | Pinaceae                    | Barrväxter      |
|      | drabor                | Draba                       | korsblommiga växter  | Brassicaceae                | Tvåhjärtbladiga |
|      | drakblommor           | Dracocephalum               | kransblommiga växter | Lamiaceae                   | Tvåhjärtbladiga |
|      | dunörter              | Epilobium                   | dunörtsväxter        | Onagraceae                  | Tvåhjärtbladiga |
|      | dvärgfingerörter      | Sibbaldia                   | rosväxter            | Rosaceae                    | Tvåhjärtbladiga |
|      | dvärglin              | Radiola                     | linväxter            | Linaceae                    | Tvåhjärtbladiga |
|      | dvärgsyror            | Koenigia                    | slideväxter          | Polygonaceae                | Tvåhjärtbladiga |
|      | dvärgyxnen            | Chamorchis                  | orkidéer             | Orchidaceae                 | Enhjärtbladiga  |
|      | dyblad                | Hydrocharis                 | dybladsväxter        | Hydrocharitaceae            | Enhjärtbladiga  |
|      | dådror                | Camelina                    | korsblommiga växter  | Brassicaceae                | Tvåhjärtbladiga |
|      | dån                   | Galeopsis                   | kransblommiga växter | Lamiaceae                   | Tvåhjärtbladiga |
|      | dårörter              | Scopolia                    | potatisväxter        | Solanaceae                  | Tvåhjärtbladiga |
|      | ekar                  | Quercus                     | bokväxter            | Fagaceae                    | Tvåhjärtbladiga |
|      | ekbräknar             | Gymnocarpium                | ormbunksväxter       | Polypodiaceae               | Kärlkryptogamer |
|      | ekorrbär              | Maianthemum                 | konvaljväxter        | Convallariaceae             | Enhjärtbladiga  |
|      | ekorrsvinglar         | Vulpia                      | gräs                 | Poaceae                     | Enhjärtbladiga  |
|      | elmar                 | Elymus                      | gräs                 | Poaceae                     | Enhjärtbladiga  |
|      | enar                  | Juniperus                   | cypressväxter        | Cupressaceae                | Barrväxter      |
|      | erukor                | Eruca                       | korsblommiga växter  | Brassicaceae                | Tvåhjärtbladiga |
|      | esparsetter           | Onobrychis                  | ärtväxter            | Fabaceae                    | Tvåhjärtbladiga |
|      | facelior              | Phacelia                    | indiankålsväxter     | Hydrophyllaceae             | Tvåhjärtbladiga |
|      | fackelblomster        | Lythrum                     | fackelblomsväxter    | Lythraceae                  | Tvåhjärtbladiga |
|      | fetblad               | Sedum                       | fetbladsväxter       | Crassulaceae                | Tvåhjärtbladiga |
|      | fibblor               | Crepis                      | korgblommiga växter  | Asteraceae                  | Tvåhjärtbladiga |
|      | finbräknar            | Cystopteris                 | ormbunksväxter       | Polypodiaceae               | Kärlkryptogamer |
|      | fingerborgsblommor    | Digitalis                   | flenörtsväxter       | Scrophulariaceae            | Tvåhjärtbladiga |
|      | fingerhirsar          | Digitaria                   | gräs                 | Poaceae                     | Enhjärtbladiga  |
|      | fingerörter           | Potentilla                  | rosväxter            | Rosaceae                    | Tvåhjärtbladiga |
|      | finnmyrtnar           | Chamaedaphne                | ljungväxter          | Ericaceae                   | Tvåhjärtbladiga |
|      | fjädergräs            | Stipa                       | gräs                 | Poaceae                     | Enhjärtbladiga  |
|      | fjällgrönor           | Diapensia                   | fjällgröneväxter     | Diapensiaceae               | Tvåhjärtbladiga |
|      | fjällkrassingar       | Braya                       | korsblommiga växter  | Brassicaceae                | Tvåhjärtbladiga |
|      | fjällsippor           | Dryas                       | rosväxter            | Rosaceae                    | Tvåhjärtbladiga |
|      | fjällskäror           | Saussurea                   | korgblommiga växter  | Asteraceae                  | Tvåhjärtbladiga |
|      | fjällsyror            | Oxyria                      | slideväxter          | Polygonaceae                | Tvåhjärtbladiga |
|      | fjärvor               | Mertensia                   | strävbladiga växter  | Boraginaceae                | Tvåhjärtbladiga |
|      | flenar                | Phalaris                    | gräs                 | Poaceae                     | Enhjärtbladiga  |
|      | flenörter             | Scrophularia                | flenörtsväxter       | Scrophulariaceae            | Tvåhjärtbladiga |
|      | flocklar              | Eupatorium                  | korgblommiga växter  | Asteraceae                  | Tvåhjärtbladiga |
|      | flocksvaltingar       | Baldellia                   | svaltingväxter       | Alismataceae                | Enhjärtbladiga  |
|      | flokor                | Apium                       | flockblommiga växter | Apiaceae                    | Tvåhjärtbladiga |
|      | flugtrumpeter         | Sarracenia                  | flugtrumpetväxter    | Sarraceniaceae              | Tvåhjärtbladiga |
|      | flytsvaltingar        | Luronium                    | svaltingväxter       | Alismataceae                | Enhjärtbladiga  |
|      | flytsävar             | Eleogiton                   | halvgräs             | Cyperaceae                  | Enhjärtbladiga  |
|      | flädrar               | Sambucus                    | kaprifolväxter       | Caprifoliaceae              | Tvåhjärtbladiga |
|      | frossörter            | Scutellaria                 | kransblommiga växter | Lamiaceae                   | Tvåhjärtbladiga |
|      | frylen                | Luzula                      | tågväxter            | Juncaceae                   | Enhjärtbladiga  |
|      | fräken                | Equisetum                   | fräkenväxter         | Equisetaceae                | Kärlkryptogamer |
|      | fränen                | Rorippa                     | korsblommiga växter  | Brassicaceae                | Tvåhjärtbladiga |
|      | fyrlingar             | Crassula                    | fetbladsväxter       | Crassulaceae                | Tvåhjärtbladiga |
|      | fågelarvar            | Holosteum                   | nejlikväxter         | Caryophyllaceae             | Tvåhjärtbladiga |
|      | fältväddar            | Scabiosa                    | väddväxter           | Dipsacaceae                 | Tvåhjärtbladiga |
|      | färgkragar            | Chrysanthemum               | korgblommiga växter  | Asteraceae                  | Tvåhjärtbladiga |
|      | färgmåror             | Asperula                    | måreväxter           | Rubiaceae                   | Tvåhjärtbladiga |
|      | förgätmigejer         | Myosotis                    | strävbladiga växter  | Boraginaceae                | Tvåhjärtbladiga |
|      | gamandrar             | Teucrium                    | kransblommiga växter | Lamiaceae                   | Tvåhjärtbladiga |
|      | gemsrötter            | Doronicum                   | korgblommiga växter  | Asteraceae                  | Tvåhjärtbladiga |
|      | gentianellor          | Gentianella                 | gentianaväxter       | Gentianaceae                | Tvåhjärtbladiga |
|      | gentianor             | Gentiana                    | gentianaväxter       | Gentianaceae                | Tvåhjärtbladiga |
|      | getaplar              | Rhamnus                     | brakvedsväxter       | Rhamnaceae                  | Tvåhjärtbladiga |
|      | getväpplingar         | Anthyllis                   | ärtväxter            | Fabaceae                    | Tvåhjärtbladiga |
|      | ginster               | Genista                     | ärtväxter            | Fabaceae                    | Tvåhjärtbladiga |
|      | glasörter             | Salicornia                  | mållväxter           | Chenopodiaceae              | Tvåhjärtbladiga |
|      | glimmar               | Silene                      | nejlikväxter         | Caryophyllaceae             | Tvåhjärtbladiga |
|      | glimmerörter          | Illecebrum                  | nejlikväxter         | Caryophyllaceae             | Tvåhjärtbladiga |
|      | gotlandssolvändor     | Fumana                      | solvändeväxter       | Cistaceae                   | Tvåhjärtbladiga |
|      | granar                | Picea                       | tallväxter           | Pinaceae                    | Barrväxter      |
|      | grusvivor             | Androsace                   | viveväxter           | Primulaceae                 | Tvåhjärtbladiga |
|      | gråsenaper            | Hirschfeldia                | korsblommiga växter  | Brassicaceae                | Tvåhjärtbladiga |
|      | gräsliljor            | Sisyrinchium                | irisväxter           | Iridaceae                   | Enhjärtbladiga  |
|      | gröen                 | Poa                         | gräs                 | Poaceae                     | Enhjärtbladiga  |
|      | grönkullor            | Coeloglossum                | orkidéer             | Orchidaceae                 | Enhjärtbladiga  |
|      | guckuskor             | Cypripedium                 | orkidéer             | Orchidaceae                 | Enhjärtbladiga  |
|      | gulanäckrosor         | Nuphar                      | näckrosväxter        | Nymphaeaceae                | Tvåhjärtbladiga |
|      | guldkallor            | Orontium                    | kallaväxter          | Araceae                     | Enhjärtbladiga  |
|      | gullborstar           | Linosyris                   | korgblommiga växter  | Asteraceae                  | Tvåhjärtbladiga |
|      | gullpudror            | Chrysosplenium              | stenbräckeväxter     | Saxifragaceae               | Tvåhjärtbladiga |
|      | gullregn              | Laburnum                    | ärtväxter            | Fabaceae                    | Tvåhjärtbladiga |
|      | gullris               | Solidago                    | korgblommiga växter  | Asteraceae                  | Tvåhjärtbladiga |
|      | gullörter             | Amsinckia                   | strävbladiga växter  | Boraginaceae                | Tvåhjärtbladiga |
|      | gulplistrar           | Lamiastrum                  | kransblommiga växter | Lamiaceae                   | Tvåhjärtbladiga |
|      | gulyxnen              | Liparis                     | orkidéer             | Orchidaceae                 | Enhjärtbladiga  |
|      | gurkörter             | Borago                      | strävbladiga växter  | Boraginaceae                | Tvåhjärtbladiga |
|      | gyckelblommor         | Mimulus                     | flenörtsväxter       | Scrophulariaceae            | Tvåhjärtbladiga |
|      | gyllen                | Barbarea                    | korsblommiga växter  | Brassicaceae                | Tvåhjärtbladiga |
|      | gänglar               | Galinsoga                   | korgblommiga växter  | Asteraceae                  | Tvåhjärtbladiga |
|      | gökblomster           | Lychnis                     | nejlikväxter         | Caryophyllaceae             | Tvåhjärtbladiga |
|      | hagtornar             | Crataegus                   | rosväxter            | Rosaceae                    | Tvåhjärtbladiga |
|      | hammarbytaklökar      | Jovibarba                   | fetbladsväxter       | Crassulaceae                | Tvåhjärtbladiga |
|      | hamnkrassingar        | Coronopus                   | korsblommiga växter  | Brassicaceae                | Tvåhjärtbladiga |
|      | hamnsenaper           | Sisymbrium                  | korsblommiga växter  | Brassicaceae                | Tvåhjärtbladiga |
|      | hampor                | Cannabis                    | hampväxter           | Cannabaceae                 | Tvåhjärtbladiga |
|      | handnycklar           | Dactylorhiza                | orkidéer             | Orchidaceae                 | Enhjärtbladiga  |
|      | harkålar              | Lapsana                     | korgblommiga växter  | Asteraceae                  | Tvåhjärtbladiga |
|      | harmyntor             | Satureja                    | kransblommiga växter | Lamiaceae                   | Tvåhjärtbladiga |
|      | harörter              | Bupleurum                   | flockblommiga växter | Apiaceae                    | Tvåhjärtbladiga |
|      | hasselörter           | Asarum                      | piprankeväxter       | Aristolochiaceae            | Tvåhjärtbladiga |
|      | hasslar               | Corylus                     | hasselväxter         | Corylaceae                  | Tvåhjärtbladiga |
|      | haverrötter           | Tragopogon                  | korgblommiga växter  | Asteraceae                  | Tvåhjärtbladiga |
|      | havren                | Avena                       | gräs                 | Poaceae                     | Enhjärtbladiga  |
|      | havssävar             | Bolboschoenus               | halvgräs             | Cyperaceae                  | Enhjärtbladiga  |
|      | havtornar             | Hippophaë                   | havtornsväxter       | Elaeagnaceae                | Tvåhjärtbladiga |
|      | hedblomster           | Helichrysum                 | korgblommiga växter  | Asteraceae                  | Tvåhjärtbladiga |
|      | hemlocksgranar        | Tsuga                       | tallväxter           | Pinaceae                    | Barrväxter      |
|      | hesperisar            | Hesperis                    | korsblommiga växter  | Brassicaceae                | Tvåhjärtbladiga |
|      | hibiskusar            | Hibiscus                    | malvaväxter          | Malvaceae                   | Tvåhjärtbladiga |
|      | hirsar                | Panicum                     | gräs                 | Poaceae                     | Enhjärtbladiga  |
|      | hjärtstillor          | Leonurus                    | kransblommiga växter | Lamiaceae                   | Tvåhjärtbladiga |
|      | honungsblomster       | Herminium                   | orkidéer             | Orchidaceae                 | Enhjärtbladiga  |
|      | hornvallmor           | Glaucium                    | vallmoväxter         | Papaveraceae                | Tvåhjärtbladiga |
|      | hultbräknar           | Phegopteris                 | ormbunksväxter       | Polypodiaceae               | Kärlkryptogamer |
|      | humlen                | Humulus                     | hampväxter           | Cannabaceae                 | Tvåhjärtbladiga |
|      | hundrovor             | Bryonia                     | gurkväxter           | Cucurbitaceae               | Tvåhjärtbladiga |
|      | hundtungor            | Cynoglossum                 | strävbladiga växter  | Boraginaceae                | Tvåhjärtbladiga |
|      | hundäxingar           | Dactylis                    | gräs                 | Poaceae                     | Enhjärtbladiga  |
|      | håldådror             | Myagrum                     | korsblommiga växter  | Brassicaceae                | Tvåhjärtbladiga |
|      | hårsärvar             | Zannichellia                | hårsärvsväxter       | Zannichelliaceae            | Enhjärtbladiga  |
|      | häggmisplar           | Amelanchier                 | rosväxter            | Rosaceae                    | Tvåhjärtbladiga |
|      | hällebräknar          | Woodsia                     | ormbunksväxter       | Polypodiaceae               | Kärlkryptogamer |
|      | hänggräs              | Arctophila                  | gräs                 | Poaceae                     | Enhjärtbladiga  |
|      | hässlebroddar         | Milium                      | gräs                 | Poaceae                     | Enhjärtbladiga  |
|      | hästhovar             | Tussilago                   | korgblommiga växter  | Asteraceae                  | Tvåhjärtbladiga |
|      | hästkastanjer         | Aesculus                    | hästkastanjeväxter   | Hippocastanaceae            | Tvåhjärtbladiga |
|      | hästskoklövrar        | Hippocrepis                 | ärtväxter            | Fabaceae                    | Tvåhjärtbladiga |
|      | hästsvansar           | Hippuris                    | hästsvansväxter      | Hippuridaceae               | Tvåhjärtbladiga |
|      | hästtungor            | Pentaglottis                | strävbladiga växter  | Boraginaceae                | Tvåhjärtbladiga |
|      | häxörter              | Circaea                     | dunörtsväxter        | Onagraceae                  | Tvåhjärtbladiga |
|      | hökfibblor            | Hieracium                   | korgblommiga växter  | Asteraceae                  | Tvåhjärtbladiga |
|      | hönshirsar            | Echinochloa                 | gräs                 | Poaceae                     | Enhjärtbladiga  |
|      | iberisar              | Iberis                      | korsblommiga växter  | Brassicaceae                | Tvåhjärtbladiga |
|      | idegranar             | Taxus                       | idegransväxter       | Taxaceae                    | Barrväxter      |
|      | igelknoppar           | Sparganium                  | igelknoppsväxter     | Sparganiaceae               | Enhjärtbladiga  |
|      | irisar                | Iris                        | irisväxter           | Iridaceae                   | Enhjärtbladiga  |
|      | isopar                | Hyssopus                    | kransblommiga växter | Lamiaceae                   | Tvåhjärtbladiga |
|      | johannesörter         | Hypericum                   | johannesörtsväxter   | Hypericaceae                | Tvåhjärtbladiga |
|      | jordkastanjer         | Bunium                      | flockblommiga växter | Apiaceae                    | Tvåhjärtbladiga |
|      | jordrevor             | Glechoma                    | kransblommiga växter | Lamiaceae                   | Tvåhjärtbladiga |
|      | jordrökar             | Fumaria                     | vallmoväxter         | Papaveraceae                | Tvåhjärtbladiga |
|      | julrosor              | Helleborus                  | ranunkelväxter       | Ranunculaceae               | Tvåhjärtbladiga |
|      | jungfrukammar         | Aphanes                     | rosväxter            | Rosaceae                    | Tvåhjärtbladiga |
|      | jungfrulin            | Polygala                    | jungfrulinsväxter    | Polygalaceae                | Tvåhjärtbladiga |
|      | järnekar              | Ilex                        | järneksväxter        | Aquifoliaceae               | Tvåhjärtbladiga |
|      | jätteväddar           | Cephalaria                  | väddväxter           | Dipsacaceae                 | Tvåhjärtbladiga |
|      | kabblekor             | Caltha                      | ranunkelväxter       | Ranunculaceae               | Tvåhjärtbladiga |
|      | kallgräs              | Scheuchzeria                | kallgräsväxter       | Scheuchzeriaceae            | Enhjärtbladiga  |
|      | kalmusar              | Acorus                      | kallaväxter          | Araceae                     | Enhjärtbladiga  |
|      | kalvnosar             | Misopates                   | flenörtsväxter       | Scrophulariaceae            | Tvåhjärtbladiga |
|      | kambräknar            | Blechnum                    | ormbunksväxter       | Polypodiaceae               | Kärlkryptogamer |
|      | kammyntor             | Elsholtzia                  | kransblommiga växter | Lamiaceae                   | Tvåhjärtbladiga |
|      | kamomiller            | Matricaria                  | korgblommiga växter  | Asteraceae                  | Tvåhjärtbladiga |
|      | kamäxingar            | Cynosurus                   | gräs                 | Poaceae                     | Enhjärtbladiga  |
|      | kantljungar           | Cassiope                    | ljungväxter          | Ericaceae                   | Tvåhjärtbladiga |
|      | karaganer             | Caragana                    | ärtväxter            | Fabaceae                    | Tvåhjärtbladiga |
|      | kardarior             | Cardaria                    | korsblommiga växter  | Brassicaceae                | Tvåhjärtbladiga |
|      | kardborrar            | Arctium                     | korgblommiga växter  | Asteraceae                  | Tvåhjärtbladiga |
|      | kardväddar            | Dipsacus                    | väddväxter           | Dipsacaceae                 | Tvåhjärtbladiga |
|      | kasgräs               | Scolochloa                  | gräs                 | Poaceae                     | Enhjärtbladiga  |
|      | kattfötter            | Antennaria                  | korgblommiga växter  | Asteraceae                  | Tvåhjärtbladiga |
|      | kaveldun              | Typha                       | kaveldunsväxter      | Typhaceae                   | Enhjärtbladiga  |
|      | kavelhirsar           | Setaria                     | gräs                 | Poaceae                     | Enhjärtbladiga  |
|      | kavlar                | Alopecurus                  | gräs                 | Poaceae                     | Enhjärtbladiga  |
|      | kirskålar             | Aegopodium                  | flockblommiga växter | Apiaceae                    | Tvåhjärtbladiga |
|      | klematisar            | Clematis                    | ranunkelväxter       | Ranunculaceae               | Tvåhjärtbladiga |
|      | klintar               | Centaurea                   | korgblommiga växter  | Asteraceae                  | Tvåhjärtbladiga |
|      | klippnejlikor         | Petrorhagia                 | nejlikväxter         | Caryophyllaceae             | Tvåhjärtbladiga |
|      | klockhyacinter        | Hyacinthoides               | hyacintväxter        | Hyacinthaceae               | Enhjärtbladiga  |
|      | klockliljor           | Fritillaria                 | liljeväxter          | Liliaceae                   | Enhjärtbladiga  |
|      | klockljungar          | Erica                       | ljungväxter          | Ericaceae                   | Tvåhjärtbladiga |
|      | klockmalvor           | Abutilon                    | malvaväxter          | Malvaceae                   | Tvåhjärtbladiga |
|      | klotullörter          | Filago                      | korgblommiga växter  | Asteraceae                  | Tvåhjärtbladiga |
|      | klovedlar             | Oxytropis                   | ärtväxter            | Fabaceae                    | Tvåhjärtbladiga |
|      | klubbfibblor          | Arnoseris                   | korgblommiga växter  | Asteraceae                  | Tvåhjärtbladiga |
|      | klynnen               | Valerianella                | vänderotsväxter      | Valerianaceae               | Tvåhjärtbladiga |
|      | klådris               | Myricaria                   | tamariskväxter       | Tamaricaceae                | Tvåhjärtbladiga |
|      | klängnunneörter       | Ceratocapnos                | vallmoväxter         | Papaveraceae                | Tvåhjärtbladiga |
|      | klättar               | Agrostemma                  | nejlikväxter         | Caryophyllaceae             | Tvåhjärtbladiga |
|      | klöverärter           | Tetragonolobus              | ärtväxter            | Fabaceae                    | Tvåhjärtbladiga |
|      | klövrar               | Trifolium                   | ärtväxter            | Fabaceae                    | Tvåhjärtbladiga |
|      | knavlar               | Scleranthus                 | nejlikväxter         | Caryophyllaceae             | Tvåhjärtbladiga |
|      | knipprötter           | Epipactis                   | orkidéer             | Orchidaceae                 | Enhjärtbladiga  |
|      | knottblomster         | Microstylis                 | orkidéer             | Orchidaceae                 | Enhjärtbladiga  |
|      | knylhavren            | Arrhenatherum               | gräs                 | Poaceae                     | Enhjärtbladiga  |
|      | knytlingar            | Herniaria                   | nejlikväxter         | Caryophyllaceae             | Tvåhjärtbladiga |
|      | knägräs               | Danthonia                   | gräs                 | Poaceae                     | Enhjärtbladiga  |
|      | knärötter             | Goodyera                    | orkidéer             | Orchidaceae                 | Enhjärtbladiga  |
|      | korallrötter          | Corallorrhiza               | orkidéer             | Orchidaceae                 | Enhjärtbladiga  |
|      | koriandrar            | Coriandrum                  | flockblommiga växter | Apiaceae                    | Tvåhjärtbladiga |
|      | korn                  | Hordeum                     | gräs                 | Poaceae                     | Enhjärtbladiga  |
|      | korndådror            | Neslia                      | korsblommiga växter  | Brassicaceae                | Tvåhjärtbladiga |
|      | korneller             | Cornus                      | kornellväxter        | Cornaceae                   | Tvåhjärtbladiga |
|      | kovaller              | Melampyrum                  | flenörtsväxter       | Scrophulariaceae            | Tvåhjärtbladiga |
|      | krambar               | Crambe                      | korsblommiga växter  | Brassicaceae                | Tvåhjärtbladiga |
|      | kransborrar           | Marrubium                   | kransblommiga växter | Lamiaceae                   | Tvåhjärtbladiga |
|      | krassingar            | Lepidium                    | korsblommiga växter  | Brassicaceae                | Tvåhjärtbladiga |
|      | krisslor              | Inula                       | korgblommiga växter  | Asteraceae                  | Tvåhjärtbladiga |
|      | krokusar              | Crocus                      | irisväxter           | Iridaceae                   | Enhjärtbladiga  |
|      | krusbräknar           | Cryptogramma                | ormbunksväxter       | Polypodiaceae               | Kärlkryptogamer |
|      | krusfrön              | Selinum                     | flockblommiga växter | Apiaceae                    | Tvåhjärtbladiga |
|      | krypljungar           | Loiseleuria                 | ljungväxter          | Ericaceae                   | Tvåhjärtbladiga |
|      | kråkbär               | Empetrum                    | ljungväxter          | Ericaceae                   | Tvåhjärtbladiga |
|      | kullor                | Anthemis                    | korgblommiga växter  | Asteraceae                  | Tvåhjärtbladiga |
|      | kumminar              | Carum                       | flockblommiga växter | Apiaceae                    | Tvåhjärtbladiga |
|      | kungsljus             | Verbascum                   | flenörtsväxter       | Scrophulariaceae            | Tvåhjärtbladiga |
|      | kungsmyntor           | Origanum                    | kransblommiga växter | Lamiaceae                   | Tvåhjärtbladiga |
|      | kvannar               | Angelica                    | flockblommiga växter | Apiaceae                    | Tvåhjärtbladiga |
|      | kvastginster          | Cytisus                     | ärtväxter            | Fabaceae                    | Tvåhjärtbladiga |
|      | kvastmållor           | Bassia                      | mållväxter           | Amaranthaceae               | Tvåhjärtbladiga |
|      | kvickrötter           | Elytrigia                   | gräs                 | Poaceae                     | Enhjärtbladiga  |
|      | kålsläktet            | Brassica                    | korsblommiga växter  | Brassicaceae                | Tvåhjärtbladiga |
|      | kålsenaper            | Erucastrum                  | korsblommiga växter  | Brassicaceae                | Tvåhjärtbladiga |
|      | kåltravar             | Conringia                   | korsblommiga växter  | Brassicaceae                | Tvåhjärtbladiga |
|      | kårlar                | Erysimum                    | korsblommiga växter  | Brassicaceae                | Tvåhjärtbladiga |
|      | källgräs              | Catabrosa                   | gräs                 | Poaceae                     | Enhjärtbladiga  |
|      | källörter             | Montia                      | portlakväxter        | Portulacaceae               | Tvåhjärtbladiga |
|      | kämpar                | Plantago                    | grobladsväxter       | Plantaginaceae              | Tvåhjärtbladiga |
|      | käringtänder          | Lotus                       | ärtväxter            | Fabaceae                    | Tvåhjärtbladiga |
|      | kärleksgräs           | Eragrostis                  | gräs                 | Poaceae                     | Enhjärtbladiga  |
|      | kärrbräknar           | Thelypteris                 | ormbunksväxter       | Polypodiaceae               | Kärlkryptogamer |
|      | kärrliljor            | Tofieldia                   | myrliljeväxter       | Nartheciaceae               | Enhjärtbladiga  |
|      | körvlar               | Myrrhis                     | flockblommiga växter | Apiaceae                    | Tvåhjärtbladiga |
|      | kösor                 | Apera                       | gräs                 | Poaceae                     | Enhjärtbladiga  |
|      | lammtungor            | Omphalodes                  | strävbladiga växter  | Boraginaceae                | Tvåhjärtbladiga |
|      | lappljungar           | Phyllodoce                  | ljungväxter          | Ericaceae                   | Tvåhjärtbladiga |
|      | lapptåtlar            | Vahlodea                    | gräs                 | Poaceae                     | Enhjärtbladiga  |
|      | lavendrar             | Lavandula                   | kransblommiga växter | Lamiaceae                   | Tvåhjärtbladiga |
|      | lejonfibblor          | Leontodon                   | korgblommiga växter  | Asteraceae                  | Tvåhjärtbladiga |
|      | libbstickor           | Levisticum                  | flockblommiga växter | Apiaceae                    | Tvåhjärtbladiga |
|      | ligustrar             | Ligustrum                   | syrenväxter          | Oleaceae                    | Tvåhjärtbladiga |
|      | liljekonvaljer        | Convallaria                 | konvaljväxter        | Convallariaceae             | Enhjärtbladiga  |
|      | Liljesläktet (liljor) | Lilium                      | liljeväxter          | Liliaceae                   | Enhjärtbladiga  |
|      | lin                   | Linum                       | linväxter            | Linaceae                    | Tvåhjärtbladiga |
|      | lindar                | Tilia                       | lindväxter           | Tiliaceae                   | Tvåhjärtbladiga |
|      | linneor               | Linnaea                     | kaprifolväxter       | Caprifoliaceae              | Tvåhjärtbladiga |
|      | ljungar               | Calluna                     | ljungväxter          | Ericaceae                   | Tvåhjärtbladiga |
|      | lobelior              | Lobelia                     | klockväxter          | Campanulaceae               | Tvåhjärtbladiga |
|      | lokor                 | Heracleum                   | flockblommiga växter | Apiaceae                    | Tvåhjärtbladiga |
|      | lommar                | Capsella                    | korsblommiga växter  | Brassicaceae                | Tvåhjärtbladiga |
|      | lopplumrar            | Huperzia                    | lummerväxter         | Lycopodiaceae               | Kärlkryptogamer |
|      | loppörter             | Pulicaria                   | korgblommiga växter  | Asteraceae                  | Tvåhjärtbladiga |
|      | lostor                | Bromus                      | gräs                 | Poaceae                     | Enhjärtbladiga  |
|      | luddtåtlar            | Holcus                      | gräs                 | Poaceae                     | Enhjärtbladiga  |
|      | lumrar                | Lycopodium                  | lummerväxter         | Lycopodiaceae               | Kärlkryptogamer |
|      | lundbräknar           | Dryopteris                  | ormbunksväxter       | Polypodiaceae               | Kärlkryptogamer |
|      | lungörter             | Pulmonaria                  | strävbladiga växter  | Boraginaceae                | Tvåhjärtbladiga |
|      | lupiner               | Lupinus                     | ärtväxter            | Fabaceae                    | Tvåhjärtbladiga |
|      | lupinväpplingar       | Thermopsis                  | ärtväxter            | Fabaceae                    | Tvåhjärtbladiga |
|      | luserner              | Medicago                    | ärtväxter            | Fabaceae                    | Tvåhjärtbladiga |
|      | lyktörter             | Physalis                    | potatisväxter        | Solanaceae                  | Tvåhjärtbladiga |
|      | lysingar              | Lysimachia                  | viveväxter           | Primulaceae                 | Tvåhjärtbladiga |
|      | lånkar                | Callitriche                 | lånkeväxter          | Callitrichaceae             | Tvåhjärtbladiga |
|      | låsbräknar            | Botrychium                  | låsbräkenväxter      | Ophioglossaceae             | Kärlkryptogamer |
|      | läkemalvor            | Althaea                     | malvaväxter          | Malvaceae                   | Tvåhjärtbladiga |
|      | lärkar                | Larix                       | tallväxter           | Pinaceae                    | Barrväxter      |
|      | lökar                 | Allium                      | lökväxter            | Alliaceae                   | Enhjärtbladiga  |
|      | löktravar             | Alliaria                    | korsblommiga växter  | Brassicaceae                | Tvåhjärtbladiga |
|      | lönnar                | Acer                        | lönnväxter           | Aceraceae                   | Tvåhjärtbladiga |
|      | maddar                | Sherardia                   | måreväxter           | Rubiaceae                   | Tvåhjärtbladiga |
|      | mahonior              | Mahonia                     | berberisväxter       | Berberidaceae               | Tvåhjärtbladiga |
|      | majbräknar            | Athyrium                    | ormbunksväxter       | Polypodiaceae               | Kärlkryptogamer |
|      | malvor                | Malva                       | malvaväxter          | Malvaceae                   | Tvåhjärtbladiga |
|      | malörter              | Artemisia                   | korgblommiga växter  | Asteraceae                  | Tvåhjärtbladiga |
|      | mannagräs             | Glyceria                    | gräs                 | Poaceae                     | Enhjärtbladiga  |
|      | mariatistlar          | Silybum                     | korgblommiga växter  | Asteraceae                  | Tvåhjärtbladiga |
|      | martornar             | Eryngium                    | flockblommiga växter | Apiaceae                    | Tvåhjärtbladiga |
|      | marvioler             | Cakile                      | korsblommiga växter  | Brassicaceae                | Tvåhjärtbladiga |
|      | maskrosor             | Taraxacum                   | korgblommiga växter  | Asteraceae                  | Tvåhjärtbladiga |
|      | melissor              | Melissa                     | kransblommiga växter | Lamiaceae                   | Tvåhjärtbladiga |
|      | mirar                 | Anagallis                   | viveväxter           | Primulaceae                 | Tvåhjärtbladiga |
|      | missnar               | Calla                       | kallaväxter          | Araceae                     | Enhjärtbladiga  |
|      | mistlar               | Viscum                      | mistelväxter         | Loranthaceae                | Tvåhjärtbladiga |
|      | mjölon                | Arctostaphylos              | ljungväxter          | Ericaceae                   | Tvåhjärtbladiga |
|      | molkar                | Sonchus                     | korgblommiga växter  | Asteraceae                  | Tvåhjärtbladiga |
|      | morötter              | Daucus                      | flockblommiga växter | Apiaceae                    | Tvåhjärtbladiga |
|      | mosslumrar            | Selaginella                 | mosslummerväxter     | Selaginellaceae             | Kärlkryptogamer |
|      | munkhättor            | Arum                        | kallaväxter          | Araceae                     | Enhjärtbladiga  |
|      | murgrönor             | Hedera                      | araliaväxter         | Araliaceae                  | Tvåhjärtbladiga |
|      | murrevor              | Cymbalaria                  | flenörtsväxter       | Scrophulariaceae            | Tvåhjärtbladiga |
|      | mursenaper            | Diplotaxis                  | korsblommiga växter  | Brassicaceae                | Tvåhjärtbladiga |
|      | myggblomster          | Hammarbya                   | orkidéer             | Orchidaceae                 | Enhjärtbladiga  |
|      | myntor                | Mentha                      | kransblommiga växter | Lamiaceae                   | Tvåhjärtbladiga |
|      | myrliljor             | Narthecium                  | myrliljeväxter       | Nartheciaceae               | Enhjärtbladiga  |
|      | myskgräs              | Hierochloë                  | gräs                 | Poaceae                     | Enhjärtbladiga  |
|      | mållor                | Chenopodium                 | mållväxter           | Chenopodiaceae              | Tvåhjärtbladiga |
|      | månvioler             | Lunaria                     | korsblommiga växter  | Brassicaceae                | Tvåhjärtbladiga |
|      | måror                 | Galium                      | måreväxter           | Rubiaceae                   | Tvåhjärtbladiga |
|      | nagelörter            | Erophila                    | korsblommiga växter  | Brassicaceae                | Tvåhjärtbladiga |
|      | najasar               | Najas                       | najasväxter          | Najadaceae                  | Enhjärtbladiga  |
|      | narcisser             | Narcissus                   | amaryllisväxter      | Amaryllidaceae              | Enhjärtbladiga  |
|      | narvar                | Arenaria                    | nejlikväxter         | Caryophyllaceae             | Tvåhjärtbladiga |
|      | natar                 | Potamogeton                 | nateväxter           | Potamogetonaceae            | Enhjärtbladiga  |
|      | natingar              | Ruppia                      | natingväxter         | Ruppiaceae                  | Enhjärtbladiga  |
|      | nattljus              | Oenothera                   | dunörtsväxter        | Onagraceae                  | Tvåhjärtbladiga |
|      | nattskattor           | Solanum                     | potatisväxter        | Solanaceae                  | Tvåhjärtbladiga |
|      | nattvioler            | Platanthera                 | orkidéer             | Orchidaceae                 | Enhjärtbladiga  |
|      | nejlikor              | Dianthus                    | nejlikväxter         | Caryophyllaceae             | Tvåhjärtbladiga |
|      | nejlikrötter          | Geum                        | rosväxter            | Rosaceae                    | Tvåhjärtbladiga |
|      | nepetor               | Nepeta                      | kransblommiga växter | Lamiaceae                   | Tvåhjärtbladiga |
|      | nockor                | Tephroseris                 | korgblommiga växter  | Asteraceae                  | Tvåhjärtbladiga |
|      | nonneor               | Nonea                       | strävbladiga växter  | Boraginaceae                | Tvåhjärtbladiga |
|      | noppor                | Gnaphalium                  | korgblommiga växter  | Asteraceae                  | Tvåhjärtbladiga |
|      | nornor                | Calypso                     | orkidéer             | Orchidaceae                 | Enhjärtbladiga  |
|      | nunneörter            | Corydalis                   | vallmoväxter         | Papaveraceae                | Tvåhjärtbladiga |
|      | nycklar               | Orchis                      | orkidéer             | Orchidaceae                 | Enhjärtbladiga  |
|      | nålkörvlar            | Scandix                     | flockblommiga växter | Apiaceae                    | Tvåhjärtbladiga |
|      | nässlor               | Urtica                      | nässelväxter         | Urticaceae                  | Tvåhjärtbladiga |
|      | näströtter            | Neottia                     | orkidéer             | Orchidaceae                 | Enhjärtbladiga  |
|      | nävor                 | Geranium                    | näveväxter           | Geraniaceae                 | Tvåhjärtbladiga |
|      | nörlar                | Minuartia                   | nejlikväxter         | Caryophyllaceae             | Tvåhjärtbladiga |
|      | nötkörvlar            | Conopodium                  | flockblommiga växter | Apiaceae                    | Tvåhjärtbladiga |
|      | odörter               | Conium                      | flockblommiga växter | Apiaceae                    | Tvåhjärtbladiga |
|      | ofrysar               | Ophrys                      | orkidéer             | Orchidaceae                 | Enhjärtbladiga  |
|      | ogräsbinkor           | Conyza                      | korgblommiga växter  | Asteraceae                  | Tvåhjärtbladiga |
|      | olvon                 | Viburnum                    | kaprifolväxter       | Caprifoliaceae              | Tvåhjärtbladiga |
|      | ormax                 | Parapholis                  | gräs                 | Poaceae                     | Enhjärtbladiga  |
|      | ormbär                | Paris                       | trebladsväxter       | Trilliaceae                 | Enhjärtbladiga  |
|      | ormrötter             | Bistorta                    | slideväxter          | Polygonaceae                | Tvåhjärtbladiga |
|      | ormtungor             | Ophioglossum                | låsbräkenväxter      | Ophioglossaceae             | Kärlkryptogamer |
|      | oxalisar              | Oxalis                      | harsyreväxter        | Oxalidaceae                 | Tvåhjärtbladiga |
|      | oxbär                 | Cotoneaster                 | rosväxter            | Rosaceae                    | Tvåhjärtbladiga |
|      | oxlar                 | Sorbus                      | rosväxter            | Rosaceae                    | Tvåhjärtbladiga |
|      | oxtungor              | Anchusa                     | strävbladiga växter  | Boraginaceae                | Tvåhjärtbladiga |
|      | paddfötter            | Asperugo                    | strävbladiga växter  | Boraginaceae                | Tvåhjärtbladiga |
|      | palsternackor         | Pastinaca                   | flockblommiga växter | Apiaceae                    | Tvåhjärtbladiga |
|      | parasollsävar         | Cyperus                     | halvgräs             | Cyperaceae                  | Enhjärtbladiga  |
|      | pepparrötter          | Armoracia                   | korsblommiga växter  | Brassicaceae                | Tvåhjärtbladiga |
|      | persiljor             | Petroselinum                | flockblommiga växter | Apiaceae                    | Tvåhjärtbladiga |
|      | piggfrön              | Lappula                     | strävbladiga växter  | Boraginaceae                | Tvåhjärtbladiga |
|      | piggtistlar           | Carduus                     | korgblommiga växter  | Asteraceae                  | Tvåhjärtbladiga |
|      | pilblad               | Sagittaria                  | svaltingväxter       | Alismataceae                | Enhjärtbladiga  |
|      | pilörter              | Persicaria                  | slideväxter          | Polygonaceae                | Tvåhjärtbladiga |
|      | pimpineller           | Sanguisorba                 | rosväxter            | Rosaceae                    | Tvåhjärtbladiga |
|      | piplokor              | Pleurospermum               | flockblommiga växter | Apiaceae                    | Tvåhjärtbladiga |
|      | piprankor             | Aristolochia                | piprankeväxter       | Aristolochiaceae            | Tvåhjärtbladiga |
|      | plattsävar            | Blysmus                     | halvgräs             | Cyperaceae                  | Enhjärtbladiga  |
|      | plistrar              | Lamium                      | kransblommiga växter | Lamiaceae                   | Tvåhjärtbladiga |
|      | plymspireor           | Aruncus                     | rosväxter            | Rosaceae                    | Tvåhjärtbladiga |
|      | popplar               | Populus                     | videväxter           | Salicaceae                  | Tvåhjärtbladiga |
|      | porsar                | Myrica                      | porsväxter           | Myricaceae                  | Tvåhjärtbladiga |
|      | porslinshyacinter     | Puschkinia                  | hyacintväxter        | Hyacinthaceae               | Enhjärtbladiga  |
|      | portlaker             | Portulaca                   | portlakväxter        | Portulacaceae               | Tvåhjärtbladiga |
|      | prunusar              | Prunus                      | rosväxter            | Rosaceae                    | Tvåhjärtbladiga |
|      | prästkragar           | Leucanthemum                | korgblommiga växter  | Asteraceae                  | Tvåhjärtbladiga |
|      | puktörnen             | Ononis                      | ärtväxter            | Fabaceae                    | Tvåhjärtbladiga |
|      | pyrolor               | Pyrola                      | ljungväxter          | Ericaceae                   | Tvåhjärtbladiga |
|      | pärleterneller        | Anaphalis                   | korgblommiga växter  | Asteraceae                  | Tvåhjärtbladiga |
|      | pärlhyacinter         | Muscari                     | hyacintväxter        | Hyacinthaceae               | Enhjärtbladiga  |
|      | päron                 | Pyrus                       | rosväxter            | Rosaceae                    | Tvåhjärtbladiga |
|      | rabarber              | Rheum                       | slideväxter          | Polygonaceae                | Tvåhjärtbladiga |
|      | radgräs               | Beckmannia                  | gräs                 | Poaceae                     | Enhjärtbladiga  |
|      | ramsar                | Polygonatum                 | konvaljväxter        | Convallariaceae             | Enhjärtbladiga  |
|      | rapunkler             | Phyteuma                    | klockväxter          | Campanulaceae               | Tvåhjärtbladiga |
|      | renfanor              | Tanacetum                   | korgblommiga växter  | Asteraceae                  | Tvåhjärtbladiga |
|      | repen                 | Lolium                      | gräs                 | Poaceae                     | Enhjärtbladiga  |
|      | resedor               | Reseda                      | resedaväxter         | Resedaceae                  | Tvåhjärtbladiga |
|      | ringblommor           | Calendula                   | korgblommiga växter  | Asteraceae                  | Tvåhjärtbladiga |
|      | ripsar                | Ribes                       | ripsväxter           | Grossulariaceae             | Tvåhjärtbladiga |
|      | rispar                | Limonium                    | triftväxter          | Plumbaginaceae              | Tvåhjärtbladiga |
|      | rhododendronar        | Rhododendron                | ljungväxter          | Ericaceae                   | Tvåhjärtbladiga |
|      | rosenkroniller        | Securigera                  | ärtväxter            | Fabaceae                    | Tvåhjärtbladiga |
|      | rosenrötter           | Rhodiola                    | fetbladsväxter       | Crassulaceae                | Tvåhjärtbladiga |
|      | rosettfibblor         | Hypochoeris                 | korgblommiga växter  | Asteraceae                  | Tvåhjärtbladiga |
|      | roslingar             | Andromeda                   | ljungväxter          | Ericaceae                   | Tvåhjärtbladiga |
|      | rosor                 | Rosa                        | rosväxter            | Rosaceae                    | Tvåhjärtbladiga |
|      | rotkörvlar            | Chaerophyllum               | flockblommiga växter | Apiaceae                    | Tvåhjärtbladiga |
|      | rubusar               | Rubus                       | rosväxter            | Rosaceae                    | Tvåhjärtbladiga |
|      | rudbeckior            | Rudbeckia                   | korgblommiga växter  | Asteraceae                  | Tvåhjärtbladiga |
|      | rutor                 | Thalictrum                  | ranunkelväxter       | Ranunculaceae               | Tvåhjärtbladiga |
|      | rylar                 | Chimaphila                  | ljungväxter          | Ericaceae                   | Tvåhjärtbladiga |
|      | ryssbräknar           | Diplazium                   | ormbunksväxter       | Polypodiaceae               | Kärlkryptogamer |
|      | ryssgubbar            | Bunias                      | korsblommiga växter  | Brassicaceae                | Tvåhjärtbladiga |
|      | rågar                 | Secale                      | gräs                 | Poaceae                     | Enhjärtbladiga  |
|      | råttsvansar           | Myosurus                    | ranunkelväxter       | Ranunculaceae               | Tvåhjärtbladiga |
|      | rättikor              | Raphanus                    | korsblommiga växter  | Brassicaceae                | Tvåhjärtbladiga |
|      | rödkörvlar            | Torilis                     | flockblommiga växter | Apiaceae                    | Tvåhjärtbladiga |
|      | rödnarvar             | Spergularia                 | nejlikväxter         | Caryophyllaceae             | Tvåhjärtbladiga |
|      | rödtoppor             | Odontites                   | flenörtsväxter       | Scrophulariaceae            | Tvåhjärtbladiga |
|      | röllikor              | Achillea                    | korgblommiga växter  | Asteraceae                  | Tvåhjärtbladiga |
|      | rönnspireor           | Sorbaria                    | rosväxter            | Rosaceae                    | Tvåhjärtbladiga |
|      | rör                   | Calamagrostis               | gräs                 | Poaceae                     | Enhjärtbladiga  |
|      | safflor               | Carthamus                   | korgblommiga växter  | Asteraceae                  | Tvåhjärtbladiga |
|      | safsor                | Osmunda                     | safsaväxter          | Osmundaceae                 | Kärlkryptogamer |
|      | salepsrötter          | Anacamptis                  | orkidéer             | Orchidaceae                 | Enhjärtbladiga  |
|      | sallater              | Lactuca                     | korgblommiga växter  | Asteraceae                  | Tvåhjärtbladiga |
|      | saltarvar             | Honckenya                   | nejlikväxter         | Caryophyllaceae             | Tvåhjärtbladiga |
|      | saltgräs              | Puccinellia                 | gräs                 | Poaceae                     | Enhjärtbladiga  |
|      | saltmållor            | Halimione                   | mållväxter           | Chenopodiaceae              | Tvåhjärtbladiga |
|      | saltörter             | Suaeda                      | mållväxter           | Chenopodiaceae              | Tvåhjärtbladiga |
|      | salvior               | Salvia                      | kransblommiga växter | Lamiaceae                   | Tvåhjärtbladiga |
|      | sandkrassingar        | Teesdalia                   | korsblommiga växter  | Brassicaceae                | Tvåhjärtbladiga |
|      | sandliljor            | Anthericum                  | sandliljeväxter      | Anthericaceae               | Enhjärtbladiga  |
|      | sandrör               | Ammophila                   | gräs                 | Poaceae                     | Enhjärtbladiga  |
|      | sandtravar            | Cardaminopsis               | korsblommiga växter  | Brassicaceae                | Tvåhjärtbladiga |
|      | sandvitor             | Berteroa                    | korsblommiga växter  | Brassicaceae                | Tvåhjärtbladiga |
|      | senaper               | Sinapis                     | korsblommiga växter  | Brassicaceae                | Tvåhjärtbladiga |
|      | serradellor           | Ornithopus                  | ärtväxter            | Fabaceae                    | Tvåhjärtbladiga |
|      | sileshår              | Drosera                     | sileshårsväxter      | Droseraceae                 | Tvåhjärtbladiga |
|      | siljor                | Peucedanum                  | flockblommiga växter | Apiaceae                    | Tvåhjärtbladiga |
|      | silverbuskar          | Elaeagnus                   | havtornsväxter       | Elaeagnaceae                | Tvåhjärtbladiga |
|      | sippor                | Anemone                     | ranunkelväxter       | Ranunculaceae               | Tvåhjärtbladiga |
|      | sjögullar             | Nymphoides                  | vattenklöverväxter   | Menyanthaceae               | Tvåhjärtbladiga |
|      | sjönötter             | Trapa                       | sjönötsväxter        | Trapaceae                   | Tvåhjärtbladiga |
|      | skaftingar            | Brachypodium                | gräs                 | Poaceae                     | Enhjärtbladiga  |
|      | skallror              | Rhinanthus                  | flenörtsväxter       | Scrophulariaceae            | Tvåhjärtbladiga |
|      | skatnävor             | Erodium                     | näveväxter           | Geraniaceae                 | Tvåhjärtbladiga |
|      | skelörter             | Chelidonium                 | vallmoväxter         | Papaveraceae                | Tvåhjärtbladiga |
|      | skogsbär              | Vaccinium                   | ljungväxter          | Ericaceae                   | Tvåhjärtbladiga |
|      | skogsfruar            | Epipogium                   | orkidéer             | Orchidaceae                 | Enhjärtbladiga  |
|      | skogskorn             | Hordelymus                  | gräs                 | Poaceae                     | Enhjärtbladiga  |
|      | skogsliljor           | Cephalanthera               | orkidéer             | Orchidaceae                 | Enhjärtbladiga  |
|      | skogsnarvar           | Moehringia                  | nejlikväxter         | Caryophyllaceae             | Tvåhjärtbladiga |
|      | skogssallater         | Mycelis                     | korgblommiga växter  | Asteraceae                  | Tvåhjärtbladiga |
|      | skogsstjärnor         | Trientalis                  | viveväxter           | Primulaceae                 | Tvåhjärtbladiga |
|      | skogssävar            | Scirpus                     | halvgräs             | Cyperaceae                  | Enhjärtbladiga  |
|      | skoremmar             | Corrigiola                  | nejlikväxter         | Caryophyllaceae             | Tvåhjärtbladiga |
|      | skruvax               | Spiranthes                  | orkidéer             | Orchidaceae                 | Enhjärtbladiga  |
|      | skråp                 | Petasites                   | korgblommiga växter  | Asteraceae                  | Tvåhjärtbladiga |
|      | skräppor              | Rumex                       | slideväxter          | Polygonaceae                | Tvåhjärtbladiga |
|      | skunkkallor           | Lysichiton                  | kallaväxter          | Araceae                     | Enhjärtbladiga  |
|      | skärblad              | Falcaria                    | flockblommiga växter | Apiaceae                    | Tvåhjärtbladiga |
|      | skäror                | Bidens                      | korgblommiga växter  | Asteraceae                  | Tvåhjärtbladiga |
|      | skärvfrön             | Thlaspi                     | korsblommiga växter  | Brassicaceae                | Tvåhjärtbladiga |
|      | skörbjuggsörter       | Cochlearia                  | korsblommiga växter  | Brassicaceae                | Tvåhjärtbladiga |
|      | slamkrypor            | Elatine                     | slamkrypeväxter      | Elatinaceae                 | Tvåhjärtbladiga |
|      | sliden                | Aconogonon                  | slideväxter          | Polygonaceae                | Tvåhjärtbladiga |
|      | slingor               | Myriophyllum                | slingeväxter         | Haloragaceae                | Tvåhjärtbladiga |
|      | slokar                | Melica                      | gräs                 | Poaceae                     | Enhjärtbladiga  |
|      | slåtterblommor        | Parnassia                   | slåtterblommeväxter  | Parnassiaceae               | Tvåhjärtbladiga |
|      | slöjor                | Gypsophila                  | nejlikväxter         | Caryophyllaceae             | Tvåhjärtbladiga |
|      | slöjsiljor            | Ammi                        | flockblommiga växter | Apiaceae                    | Tvåhjärtbladiga |
|      | smalnarvar            | Sagina                      | nejlikväxter         | Caryophyllaceae             | Tvåhjärtbladiga |
|      | smultron              | Fragaria                    | rosväxter            | Rosaceae                    | Tvåhjärtbladiga |
|      | småagar               | Rhynchospora                | halvgräs             | Cyperaceae                  | Enhjärtbladiga  |
|      | småborrar             | Agrimonia                   | rosväxter            | Rosaceae                    | Tvåhjärtbladiga |
|      | småhavren             | Trisetum                    | gräs                 | Poaceae                     | Enhjärtbladiga  |
|      | småkörvlar            | Anthriscus                  | flockblommiga växter | Apiaceae                    | Tvåhjärtbladiga |
|      | småsporrar            | Chaenorhinum                | flenörtsväxter       | Scrophulariaceae            | Tvåhjärtbladiga |
|      | småsävar              | Eleocharis                  | halvgräs             | Cyperaceae                  | Enhjärtbladiga  |
|      | småtåtlar             | Aira                        | gräs                 | Poaceae                     | Enhjärtbladiga  |
|      | smörblommor           | Ranunculus                  | ranunkelväxter       | Ranunculaceae               | Tvåhjärtbladiga |
|      | smörbollar            | Trollius                    | ranunkelväxter       | Ranunculaceae               | Tvåhjärtbladiga |
|      | snokörter             | Echium                      | strävbladiga växter  | Boraginaceae                | Tvåhjärtbladiga |
|      | snyltrötter           | Orobanche                   | snyltrotsväxter      | Orobanchaceae               | Tvåhjärtbladiga |
|      | snårvindor            | Calystegia                  | vindeväxter          | Convolvulaceae              | Tvåhjärtbladiga |
|      | snärjor               | Cuscuta                     | vindeväxter          | Convolvulaceae              | Tvåhjärtbladiga |
|      | snöbär                | Symphoricarpus              | kaprifolväxter       | Caprifoliaceae              | Tvåhjärtbladiga |
|      | snödroppar            | Galanthus                   | amaryllisväxter      | Amaryllidaceae              | Enhjärtbladiga  |
|      | snögräs               | Phippsia                    | gräs                 | Poaceae                     | Enhjärtbladiga  |
|      | snöklockor            | Leucojum                    | amaryllisväxter      | Amaryllidaceae              | Enhjärtbladiga  |
|      | sockblommor           | Epimedium                   | berberisväxter       | Berberidaceae               | Tvåhjärtbladiga |
|      | sodaörter             | Salsola                     | mållväxter           | Chenopodiaceae              | Tvåhjärtbladiga |
|      | solrosor              | Helianthus                  | korgblommiga växter  | Asteraceae                  | Tvåhjärtbladiga |
|      | solvändor             | Helianthemum                | solvändeväxter       | Cistaceae                   | Tvåhjärtbladiga |
|      | sommarmalvor          | Lavatera                    | malvaväxter          | Malvaceae                   | Tvåhjärtbladiga |
|      | sparrisar             | Asparagus                   | sparrisväxter        | Asparagaceae                | Enhjärtbladiga  |
|      | spenater              | Spinacia                    | mållväxter           | Chenopodiaceae              | Tvåhjärtbladiga |
|      | spenörter             | Laserpitium                 | flockblommiga växter | Apiaceae                    | Tvåhjärtbladiga |
|      | spikblad              | Hydrocotyle                 | flockblommiga växter | Apiaceae                    | Tvåhjärtbladiga |
|      | spikklubbor           | Datura                      | potatisväxter        | Solanaceae                  | Tvåhjärtbladiga |
|      | spindelörter          | Thesium                     | sandelträdsväxter    | Santalaceae                 | Tvåhjärtbladiga |
|      | spireor               | Spiraea                     | rosväxter            | Rosaceae                    | Tvåhjärtbladiga |
|      | spiror                | Pedicularis                 | flenörtsväxter       | Scrophulariaceae            | Tvåhjärtbladiga |
|      | spjutsporrar          | Kickxia                     | flenörtsväxter       | Scrophulariaceae            | Tvåhjärtbladiga |
|      | sporrar               | Linaria                     | flenörtsväxter       | Scrophulariaceae            | Tvåhjärtbladiga |
|      | sprängörter           | Cicuta                      | flockblommiga växter | Apiaceae                    | Tvåhjärtbladiga |
|      | sprödarvar            | Myosoton                    | nejlikväxter         | Caryophyllaceae             | Tvåhjärtbladiga |
|      | spåtistlar            | Carlina                     | korgblommiga växter  | Asteraceae                  | Tvåhjärtbladiga |
|      | spärglar              | Spergula                    | nejlikväxter         | Caryophyllaceae             | Tvåhjärtbladiga |
|      | staggar               | Nardus                      | gräs                 | Poaceae                     | Enhjärtbladiga  |
|      | starrar               | Carex                       | halvgräs             | Cyperaceae                  | Enhjärtbladiga  |
|      | stenfrön              | Lithospermum                | strävbladiga växter  | Boraginaceae                | Tvåhjärtbladiga |
|      | stenkrassingar        | Hornungia                   | korsblommiga växter  | Brassicaceae                | Tvåhjärtbladiga |
|      | stensötor             | Polypodium                  | ormbunksväxter       | Polypodiaceae               | Kärlkryptogamer |
|      | stenörter             | Alyssum                     | korsblommiga växter  | Brassicaceae                | Tvåhjärtbladiga |
|      | stillfrön             | Descurainia                 | korsblommiga växter  | Brassicaceae                | Tvåhjärtbladiga |
|      | stjärnblommor         | Stellaria                   | nejlikväxter         | Caryophyllaceae             | Tvåhjärtbladiga |
|      | stjärnflockor         | Astrantia                   | flockblommiga växter | Apiaceae                    | Tvåhjärtbladiga |
|      | stjärnlökar           | Ornithogalum                | hyacintväxter        | Hyacinthaceae               | Enhjärtbladiga  |
|      | stjärnramsar          | Smilacina                   | konvaljväxter        | Convallariaceae             | Enhjärtbladiga  |
|      | stockrosor            | Alcea                       | malvaväxter          | Malvaceae                   | Tvåhjärtbladiga |
|      | storandmatar          | Spirodela                   | andmatsväxter        | Lemnaceae                   | Enhjärtbladiga  |
|      | stormhattar           | Aconitum                    | ranunkelväxter       | Ranunculaceae               | Tvåhjärtbladiga |
|      | storriddarsporrar     | Delphinium                  | ranunkelväxter       | Ranunculaceae               | Tvåhjärtbladiga |
|      | strandastrar          | Tripolium                   | korgblommiga växter  | Asteraceae                  | Tvåhjärtbladiga |
|      | strandklor            | Lycopus                     | kransblommiga växter | Lamiaceae                   | Tvåhjärtbladiga |
|      | strandkrassingar      | Lobularia                   | korsblommiga växter  | Brassicaceae                | Tvåhjärtbladiga |
|      | strandkrypor          | Glaux                       | viveväxter           | Primulaceae                 | Tvåhjärtbladiga |
|      | strandlokor           | Ligusticum                  | flockblommiga växter | Apiaceae                    | Tvåhjärtbladiga |
|      | strandlumrar          | Lycopodiella                | lummerväxter         | Lycopodiaceae               | Kärlkryptogamer |
|      | strandmalörter        | Seriphidium                 | korgblommiga växter  | Asteraceae                  | Tvåhjärtbladiga |
|      | strandmållor          | Atriplex                    | mållväxter           | Chenopodiaceae              | Tvåhjärtbladiga |
|      | strandrågar           | Leymus                      | gräs                 | Poaceae                     | Enhjärtbladiga  |
|      | strandsallater        | Mulgedium                   | korgblommiga växter  | Asteraceae                  | Tvåhjärtbladiga |
|      | strutbräknar          | Matteuccia                  | ormbunksväxter       | Polypodiaceae               | Kärlkryptogamer |
|      | strålögon             | Telekia                     | korgblommiga växter  | Asteraceae                  | Tvåhjärtbladiga |
|      | strävfibblor          | Picris                      | korgblommiga växter  | Asteraceae                  | Tvåhjärtbladiga |
|      | ståndsar              | Senecio                     | korgblommiga växter  | Asteraceae                  | Tvåhjärtbladiga |
|      | stångfibblor          | Pilosella                   | korgblommiga växter  | Asteraceae                  | Tvåhjärtbladiga |
|      | stäkror               | Oenanthe                    | flockblommiga växter | Apiaceae                    | Tvåhjärtbladiga |
|      | stäppsenaper          | Rapistrum                   | korsblommiga växter  | Brassicaceae                | Tvåhjärtbladiga |
|      | sugor                 | Ajuga                       | kransblommiga växter | Lamiaceae                   | Tvåhjärtbladiga |
|      | svaltingar            | Alisma                      | svaltingväxter       | Alismataceae                | Enhjärtbladiga  |
|      | svartbräknar          | Asplenium                   | ormbunksväxter       | Polypodiaceae               | Kärlkryptogamer |
|      | svarthön              | Bartsia                     | flenörtsväxter       | Scrophulariaceae            | Tvåhjärtbladiga |
|      | svinglar              | Festuca                     | gräs                 | Poaceae                     | Enhjärtbladiga  |
|      | svinrötter            | Scorzonera                  | korgblommiga växter  | Asteraceae                  | Tvåhjärtbladiga |
|      | sylörter              | Subularia                   | korsblommiga växter  | Brassicaceae                | Tvåhjärtbladiga |
|      | syrener               | Syringa                     | syrenväxter          | Oleaceae                    | Tvåhjärtbladiga |
|      | syskor                | Stachys                     | kransblommiga växter | Lamiaceae                   | Tvåhjärtbladiga |
|      | såpnejlikor           | Saponaria                   | nejlikväxter         | Caryophyllaceae             | Tvåhjärtbladiga |
|      | sårläkor              | Sanicula                    | flockblommiga växter | Apiaceae                    | Tvåhjärtbladiga |
|      | säfferötter           | Seseli                      | flockblommiga växter | Apiaceae                    | Tvåhjärtbladiga |
|      | sältingar             | Triglochin                  | sältingväxter        | Juncaginaceae               | Enhjärtbladiga  |
|      | särvar                | Ceratophyllum               | särvväxter           | Ceratophyllaceae            | Tvåhjärtbladiga |
|      | sävar                 | Schoenoplectus              | halvgräs             | Cyperaceae                  | Enhjärtbladiga  |
|      | sävstarrar            | Kobresia                    | halvgräs             | Cyperaceae                  | Enhjärtbladiga  |
|      | sötgräs               | Cinna                       | gräs                 | Poaceae                     | Enhjärtbladiga  |
|      | sötväpplingar         | Melilotus                   | ärtväxter            | Fabaceae                    | Tvåhjärtbladiga |
|      | taggbräknar           | Polystichum                 | ormbunksväxter       | Polypodiaceae               | Kärlkryptogamer |
|      | taklökar              | Sempervivum                 | fetbladsväxter       | Crassulaceae                | Tvåhjärtbladiga |
|      | tallar                | Pinus                       | tallväxter           | Pinaceae                    | Barrväxter      |
|      | tallörter             | Monotropa                   | ljungväxter          | Ericaceae                   | Tvåhjärtbladiga |
|      | tibastar              | Daphne                      | tibastväxter         | Thymelaeaceae               | Tvåhjärtbladiga |
|      | tidlösor              | Colchicum                   | tidlöseväxter        | Colchicaceae                | Enhjärtbladiga  |
|      | timjan                | Thymus                      | kransblommiga växter | Lamiaceae                   | Tvåhjärtbladiga |
|      | timotejer             | Phleum                      | gräs                 | Poaceae                     | Enhjärtbladiga  |
|      | tistelsläktet         | Cirsium                     | korgblommiga växter  | Asteraceae                  | Tvåhjärtbladiga |
|      | tobak                 | Nicotiana                   | potatisväxter        | Solanaceae                  | Tvåhjärtbladiga |
|      | tofsäxingar           | Koeleria                    | gräs                 | Poaceae                     | Enhjärtbladiga  |
|      | tomater               | Lycopersicon                | potatisväxter        | Solanaceae                  | Tvåhjärtbladiga |
|      | tortor                | Cicerbita                   | korgblommiga växter  | Asteraceae                  | Tvåhjärtbladiga |
|      | trampörter            | Polygonum                   | slideväxter          | Polygonaceae                | Tvåhjärtbladiga |
|      | travar                | Arabis                      | korsblommiga växter  | Brassicaceae                | Tvåhjärtbladiga |
|      | triftar               | Armeria                     | triftväxter          | Plumbaginaceae              | Tvåhjärtbladiga |
|      | trolldruvor           | Actaea                      | ranunkelväxter       | Ranunculaceae               | Tvåhjärtbladiga |
|      | tryar                 | Lonicera                    | kaprifolväxter       | Caprifoliaceae              | Tvåhjärtbladiga |
|      | trådbräknar           | Pilularia                   | klöverbräkenväxter   | Marsileaceae                | Kärlkryptogamer |
|      | tujor                 | Thuja                       | cypressväxter        | Cupressaceae                | Barrväxter      |
|      | tulkörter             | Vincetoxicum                | tulkörtsväxter       | Asclepiadaceae              | Tvåhjärtbladiga |
|      | tulpaner              | Tulipa                      | liljeväxter          | Liliaceae                   | Enhjärtbladiga  |
|      | tusenskönor           | Bellis                      | korgblommiga växter  | Asteraceae                  | Tvåhjärtbladiga |
|      | tuvsävar              | Trichophorum                | halvgräs             | Cyperaceae                  | Enhjärtbladiga  |
|      | tvåblad               | Listera                     | orkidéer             | Orchidaceae                 | Enhjärtbladiga  |
|      | tåg                   | Juncus                      | tågväxter            | Juncaceae                   | Enhjärtbladiga  |
|      | tåtlar                | Deschampsia                 | gräs                 | Poaceae                     | Enhjärtbladiga  |
|      | tätörter              | Pinguicula                  | tätörtsväxter        | Lentibulariaceae            | Tvåhjärtbladiga |
|      | törlar                | Euphorbia                   | törelväxter          | Euphorbiaceae               | Tvåhjärtbladiga |
|      | ullar                 | Eriophorum                  | halvgräs             | Cyperaceae                  | Enhjärtbladiga  |
|      | ulltistlar            | Onopordum                   | korgblommiga växter  | Asteraceae                  | Tvåhjärtbladiga |
|      | ullörter              | Logfia                      | korgblommiga växter  | Asteraceae                  | Tvåhjärtbladiga |
|      | vallmor               | Papaver                     | vallmoväxter         | Papaveraceae                | Tvåhjärtbladiga |
|      | vallörter             | Symphytum                   | strävbladiga växter  | Boraginaceae                | Tvåhjärtbladiga |
|      | valnötter             | Juglans                     | valnötsväxter        | Juglandaceae                | Tvåhjärtbladiga |
|      | vassar                | Phragmites                  | gräs                 | Poaceae                     | Enhjärtbladiga  |
|      | vattenaloeer          | Stratiotes                  | dybladsväxter        | Hydrocharitaceae            | Enhjärtbladiga  |
|      | vattenblinkar         | Hottonia                    | viveväxter           | Primulaceae                 | Tvåhjärtbladiga |
|      | vattenklövrar         | Menyanthes                  | vattenklöverväxter   | Menyanthaceae               | Tvåhjärtbladiga |
|      | vattenmeloner         | Citrullus                   | gurkväxter           | Cucurbitaceae               | Tvåhjärtbladiga |
|      | vattenmärken          | Sium                        | flockblommiga växter | Apiaceae                    | Tvåhjärtbladiga |
|      | vattenpester          | Elodea                      | dybladsväxter        | Hydrocharitaceae            | Enhjärtbladiga  |
|      | vedlar                | Astragalus                  | ärtväxter            | Fabaceae                    | Tvåhjärtbladiga |
|      | vejden                | Isatis                      | korsblommiga växter  | Brassicaceae                | Tvåhjärtbladiga |
|      | venar                 | Agrostis                    | gräs                 | Poaceae                     | Enhjärtbladiga  |
|      | venusspeglar          | Legousia                    | klockväxter          | Campanulaceae               | Tvåhjärtbladiga |
|      | verbenor              | Verbena                     | verbenaväxter        | Verbenaceae                 | Tvåhjärtbladiga |
|      | veronikor             | Veronica                    | flenörtsväxter       | Scrophulariaceae            | Tvåhjärtbladiga |
|      | veten                 | Triticum                    | gräs                 | Poaceae                     | Enhjärtbladiga  |
|      | vialer                | Lathyrus                    | ärtväxter            | Fabaceae                    | Tvåhjärtbladiga |
|      | vickrar               | Vicia                       | ärtväxter            | Fabaceae                    | Tvåhjärtbladiga |
|      | viden                 | Salix                       | videväxter           | Salicaceae                  | Tvåhjärtbladiga |
|      | vildpersiljor         | Aethusa                     | flockblommiga växter | Apiaceae                    | Tvåhjärtbladiga |
|      | vildris               | Leersia                     | gräs                 | Poaceae                     | Enhjärtbladiga  |
|      | vindor                | Convolvulus                 | vindeväxter          | Convolvulaceae              | Tvåhjärtbladiga |
|      | vingnötter            | Pterocarya                  | valnötsväxter        | Juglandaceae                | Tvåhjärtbladiga |
|      | vintergrönor          | Vinca                       | oleanderväxter       | Apocynaceae                 | Tvåhjärtbladiga |
|      | vintergäckar          | Eranthis                    | ranunkelväxter       | Ranunculaceae               | Tvåhjärtbladiga |
|      | violer                | Viola                       | violväxter           | Violaceae                   | Tvåhjärtbladiga |
|      | vitanäckrosor         | Nymphaea                    | näckrosväxter        | Nymphaeaceae                | Tvåhjärtbladiga |
|      | vitnoppor             | Pseudognaphalium            | korgblommiga växter  | Asteraceae                  | Tvåhjärtbladiga |
|      | vityxnen              | Pseudorchis                 | orkidéer             | Orchidaceae                 | Enhjärtbladiga  |
|      | vivor                 | Primula                     | viveväxter           | Primulaceae                 | Tvåhjärtbladiga |
|      | vårbroddar            | Anthoxanthum                | gräs                 | Poaceae                     | Enhjärtbladiga  |
|      | vårlökar              | Gagea                       | liljeväxter          | Liliaceae                   | Enhjärtbladiga  |
|      | vårskönor             | Claytonia                   | portlakväxter        | Portulacaceae               | Tvåhjärtbladiga |
|      | vårstjärnor           | Chionodoxa                  | hyacintväxter        | Hyacinthaceae               | Enhjärtbladiga  |
|      | väggörter             | Parietaria                  | nässelväxter         | Urticaceae                  | Tvåhjärtbladiga |
|      | vänderötter           | Valeriana                   | vänderotsväxter      | Valerianaceae               | Tvåhjärtbladiga |
|      | vätterosor            | Lathraea                    | flenörtsväxter       | Scrophulariaceae            | Tvåhjärtbladiga |
|      | åkernejlikor          | Vaccaria                    | nejlikväxter         | Caryophyllaceae             | Tvåhjärtbladiga |
|      | åkerriddarsporrar     | Consolida                   | ranunkelväxter       | Ranunculaceae               | Tvåhjärtbladiga |
|      | åkerväddar            | Knautia                     | väddväxter           | Dipsacaceae                 | Tvåhjärtbladiga |
|      | ädelcypresser         | Chamaecyparis               | cypressväxter        | Cupressaceae                | Barrväxter      |
|      | ädelgranar            | Abies                       | tallväxter           | Pinaceae                    | Barrväxter      |
|      | älggräs               | Filipendula                 | rosväxter            | Rosaceae                    | Tvåhjärtbladiga |
|      | älväxingar            | Sesleria                    | gräs                 | Poaceae                     | Enhjärtbladiga  |
|      | ängshavren            | Helictotrichon              | gräs                 | Poaceae                     | Enhjärtbladiga  |
|      | ängssiljor            | Silaum                      | flockblommiga växter | Apiaceae                    | Tvåhjärtbladiga |
|      | ängsskäror            | Serratula                   | korgblommiga växter  | Asteraceae                  | Tvåhjärtbladiga |
|      | ängsväddar            | Succisa                     | väddväxter           | Dipsacaceae                 | Tvåhjärtbladiga |
|      | ärter                 | Pisum                       | ärtväxter            | Fabaceae                    | Tvåhjärtbladiga |
|      | ärttörnen             | Ulex                        | ärtväxter            | Fabaceae                    | Tvåhjärtbladiga |
|      | ävjebroddar           | Limosella                   | flenörtsväxter       | Scrophulariaceae            | Tvåhjärtbladiga |
|      | ögonpyrolor           | Moneses                     | ljungväxter          | Ericaceae                   | Tvåhjärtbladiga |
|      | ögontröster           | Euphrasia                   | flenörtsväxter       | Scrophulariaceae            | Tvåhjärtbladiga |
|      | örnbräknar            | Pteridium                   | ormbunksväxter       | Polypodiaceae               | Kärlkryptogamer |